# マリナ・チェルカソワ
マリナ・チェルカソワ（ロシア語: Марина Черкасова、1964年11月17日 - ）は、旧ソビエト連邦出身の女性フィギュアスケート選手。1980年レークプラシッドオリンピックペア銀メダリスト。1980年世界フィギュアスケート選手権ペアチャンピオン。パートナーはセルゲイ・シャフライ。

## 経歴
- 1978年、史上初めて4回転ツイストリフトを成功させる。
- 1980年レークプラシッドオリンピックにおいて銀メダルを獲得。
- 1980年世界フィギュアスケート選手権優勝。

## 主な戦績
| 大会/年        | 1976-77 | 1977-78 | 1978-79 | 1979-80 | 1980-81 |
| -------------- | ------- | ------- | ------- | ------- | ------- |
| オリンピック   |         |         |         | 2       |         |
| 世界選手権     | 4       | 4       | 2       | 1       | 4       |
| 欧州選手権     | 3       | 2       | 1       | 2       | 3       |
| モスクワ国際   | 1       |         |         |         |         |
| ソビエト選手権 | 3       | 1       | 1       |         | 3       |